# Léonie Valmon
Léonie Charlotte Beauparlant, dite Léonie Valmon, née dans le 17e arrondissement de Paris le 24 avril 1864 et morte le 3 novembre 1941 à Yvetot, est une artiste peintre graveuse.

## Biographie
Née Charlotte Louise Anne Beauparlant à Paris,, elle est une brillante élève du peintre Théophile Narcisse Chauvel. Sous le nom d'artiste de Léonie Valmon, elle remporte en 1883 sa première médaille de troisième classe au Salon des artistes français et trois ans plus tard une médaille de deuxième classe.
En 1900, elle remporte la médaille d'argent à l'Exposition universelle de Paris. L'œuvre Le Canal de Chantenay à Nantes est présente dans les collections du musée du Château des ducs de Bretagne de Nantes. 
Léon Gauchez déclare dans la revue hebdomadaire L'Art : « Quant à Mlle Léonie Valmon, elle avance à pas de géant, son talent s'affirme de plus en plus brillamment par une belle planche, d'après un affreux tableau de M. E. Parton ; elle réussit à faire prendre ce triste modèle pour un excellent paysage. »
En 1921, elle est établie à Yvetot, 39 route de Rouen, avec sa mère, qui meurt en 1925,.  En 1931, elle vit au 53 rue de Bellange.
Elle meurt à Yvetot en 1941, à l'âge de 77 ans.

## Œuvres

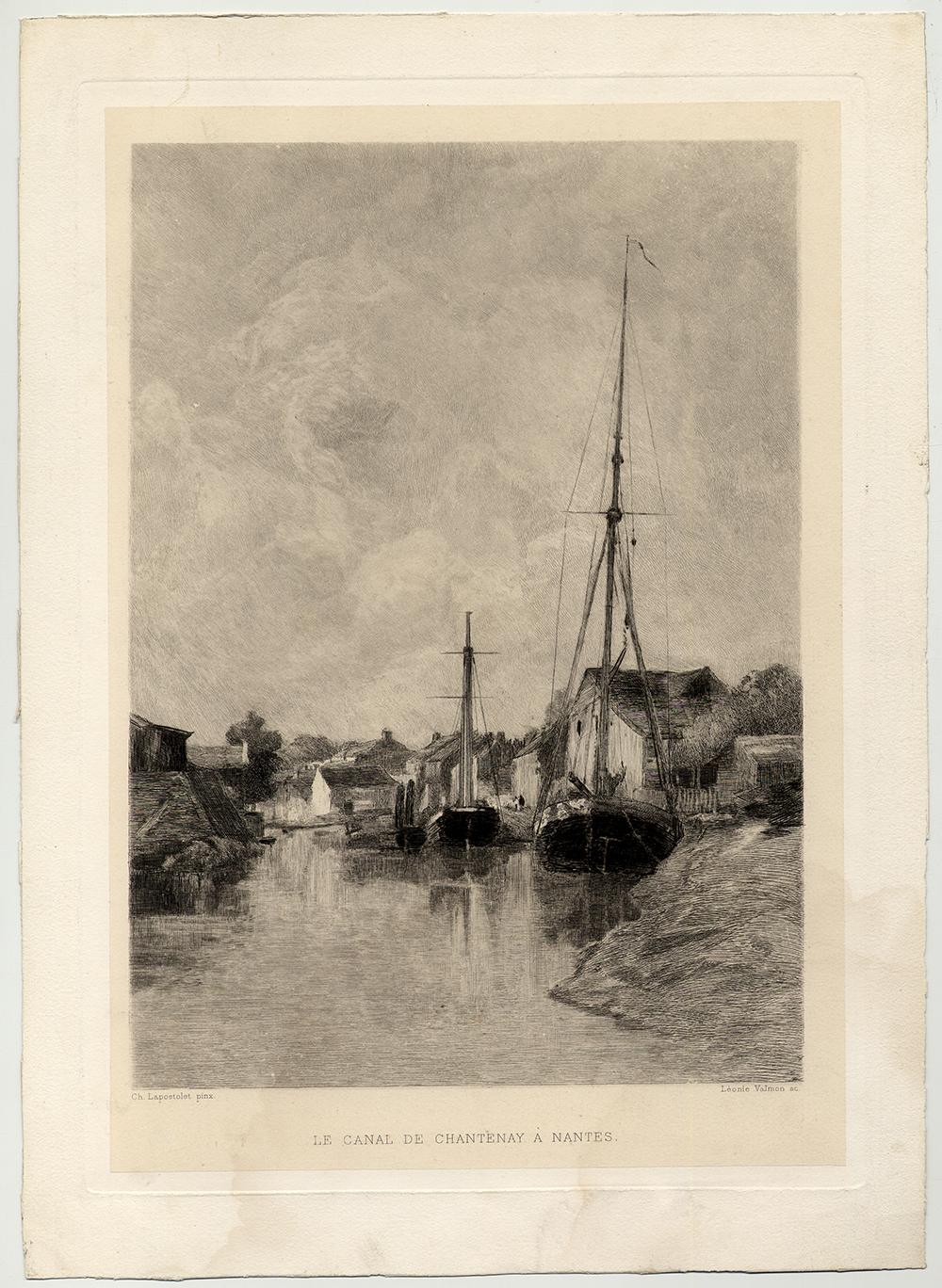
Le Canal de Chantenay à Nantes. Estampe réalisée par Léonie Valmon d'après une peinture de Ch. Lapostolet.

Une vingtaine de ses œuvres ont été identifiées à ce jour :
- A Villerville, d'après Charles Lapostolet, eau-forte (1882).
- Le Canal de Chantenay à Nantes, d'après le tableau de Charles Lapostolet exposé au Salon de 1883, pour L'Art (P. Sanchez et X. Seydoux 1883-40), eau-forte (1883)[12].
- Bateaux à Rouen, d'après le tableau de Charles Lapostolet exposé au Salon de 1883, pour L'Art (P. Sanchez et X. Seydoux 1883-40), eau-forte (1883).
- Bateaux à vapeur de la basse Seine (1883).
- La Pointe du Heurt, à Villerville, d'après Charles Lapostolet (1883).
- Vue de Paris, d'après Charles Lapostolet (1884).
- Dordrecht, d'après James Webb (en) (1886).
- Le Déclin de l'année, d'après E. Sarton (1887).
- Le Lac, d'après M. Neuber, eau-forte (1888).
- Le Port Saint-Nicolas, d'après Charles Lapostolet (Salon de 1884), eau-forte (1889)[13].
- Les Pêcheurs, d'après M. Sadée, eau-forte (1889).
- Kichurn Castle, d'après Keelay Halswell, eau-forte (1890).
- Vue de Venise, d'après Mme la baronne N. de Rothschild, pour L'Art (P. Sanchez et X. Seydoux 1892), eau-forte (1891).
- Abingdon, d'après Rex Vicat Cole, eau-forte (1897).
- Windsor Castle, d'après Rex Vicat Cole. Appartient à Mr Tooth, eau-forte (1900).
- Marine, d'après Sheffield, eau-forte (1901).
- On the Arum, d'après Mac Wisther, eau-forte (1901).
- Monarch, d'après Mac Wisther, eau-forte (1901).
- Le Retour à la ferme, d'après Constant Troyon, eau-forte (1903).
- Bœufs se rendant au labour; effet du matin, d'après Constant Troyon, musée du Louvre, eau-forte (1903).

## Prix et distinctions
- Médaille troisième classe au Salon des artistes français de Paris en 1883.
- Médaille de deuxième classe au Salon des artistes français de Paris en 1886.
- Médaille d'argent à l'Exposition universelle de 1900 (Paris).
- Le « prix Léonie-Valmon » a été fondé par la Société des artistes français, remis à partir de 1948[14].

## Iconographie
- Portrait de Melle Ch. Beauparlant, dite Léonie Valmon, photographie, 1907, musée départemental breton de Quimper, inv. 2012.0.65[15].